# Chloroleucon extortum
Espèce
Statut de conservation UICN

 VU D2 : Vulnérable
Chloroleucon extortum est une espèce de plantes à fleurs de la famille des Fabaceae endémique du Brésil.

## Publication originale
- Memoirs of The New York Botanical Garden 74(1): 142–144. 1996.